# Magnolia campbellii
La magnolia di Campbell (Magnolia campbellii Hook.f. & Thomson, 1855) è una pianta latifoglia della famiglia delle Magnoliaceae.

## Descrizione
È una specie a foglia decidua che raggiunge un'altezza di 30 metri.
Ha fiori di colore rosa o rossi che compaiono sui rami prima delle foglie.

## Distribuzione e habitat
La magnolia di Campbell cresce in Nepal, Bhutan, India (Sikkim, Assam), Myanmar e Cina (Xizang, Sichuan, Yunnan), ad altitudini comprese tra 2.100 e 3.300 m.